# Qui a tué Jaurès ?
Pour plus de détails, voir Fiche technique et Distribution.
Qui a tué Jaurès ? est un docufiction réalisé par Philippe Tourancheau.

## Synopsis
Le docufiction alterne analyses d'historiens, images d'archives et scènes jouées par des comédiens.

Construit comme une enquête policière à la suite de l'arrestation de Raoul Villain, l'assassin de Jean Jaurès, il revient sur le contexte historique national et international des heures précédant la mort, le 31 juillet 1914, du leader socialiste, fondateur du journal L'Humanité.

Il tente de répondre à la question suivante : "L'assassin a-t-il agit seul, ou son acte était-il commandité ?"

## Fiche technique
- Titre : Qui a tué Jaurès ?
- Réalisation : Philippe Tourancheau
- Scénario : Philippe Tourancheau
- Conseiller Historique : Alain Bergougnioux
- Collaboration à l'écriture : Serge Tignères
- Directeur de la photographie : Madjid Chir
- Premier assistant de réalisation : François Chaillou
- Deuxième assistante de réalisation : Estelle Journoud
- Cadreur : Thomas Migevant
- Première assistante caméra : Marion Boutin
- Deuxième assistant caméra :  Aymeric Ayral
- Ingénieur du son : François Devin
- Chef électricien : Bertrand Artaut
- Chef machiniste : Pascal Payet
- Chef Maquilleuse : Véra Frossart
- Chef Coiffeur : Laurent Caille
- Chef Costumière : Adelaïde Gosselin
- Chef Monteur : Cédric Harrang
- Production : Cinétévé - CNDP

Avec la participation de France Télévisions, AB Thématiques pour Toute l’Histoire, du CNC, du Ministère de la Défense, secrétariat général pour l’administration, direction de la mémoire, du patrimoine et des archives, du Centre national et musée Jean-Jaurès

Avec le soutien de la Procirep et de l’Angoa, de la Mission du Centenaire de la Première Guerre mondiale, de la Fondation Jean-Jaurès, de la Région Midi-Pyrénées
- Pays d'origine :  France
- Langue : Français
- Format : 16/9
- Genre : Docufiction
- Durée : 52 minutes
- Projections / Diffusions :
  - Dimanche 2 février 2014 au Palais Niel à Toulouse, Hôtel de Région Midi-Pyrénées[2]
  - Samedi 15 février 2014 à 18h30 au Festival des créations télévisuelles de Luchon 2014[3]
  - Mardi 1er avril 2014 à 19h30 au Grand Auditorium de la Bibliothèque Nationale de France François Mitterrand[4]
  - Mardi 29 avril 2014 à 20 heures à l'Assemblée Nationale[5]
  - Dimanche 18 mai 2014 à 22.25 sur France 5[6]
  - Samedi 14 juin 2014 à 0h30 sur France 5[7]

## Distribution
Acteurs
- Philippe Torreton : Jean Jaurès
- Bertrand Farge : Commissaire Gaubert
- Alexandre Charlet : Raoul Villain
- Philippe Pierrard : Pierre Renaudel
- Denis Lagrace : Jean Longuet
- Patrick Sabourin : Juge Drioux
- Jean-Louis Manceau : Lucien Lévy-Bruhl
- Philippe Baron : Abel Ferry
- Raymond-Paul Berna
- Roland Berger
- Jérôme Jalabert
- François Muller
- Catherine Labit
- Mohamed Rouhabi

Participants
- Jean-Jacques Becker
- Gilles Candar
- Eric Lafon
- Jacqueline Lalouette
- Christophe Prochasson

## Distinctions
- Programmé dans la sélection "Talents Régionaux" du Festival des créations télévisuelles de Luchon 2014
- Label "Centenaire" délivré par la Mission du centenaire de la Première Guerre mondiale
- Label "2014 année Jaurès" délivré par la Fondation Jean-Jaurès